# EuroBillTracker

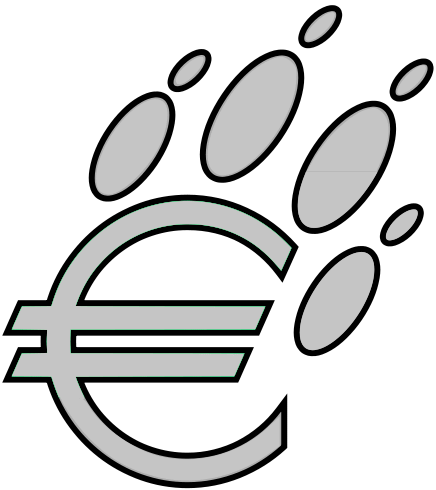
Logotip d'EuroBillTracker

EuroBillTracker és una pàgina web dissenyada per fer un seguiment dels bitllets d'euro. Està inspirada en la web Where's George?, que fa el seguiment dels bitllets de dòlar dels Estats Units.

## Característiques

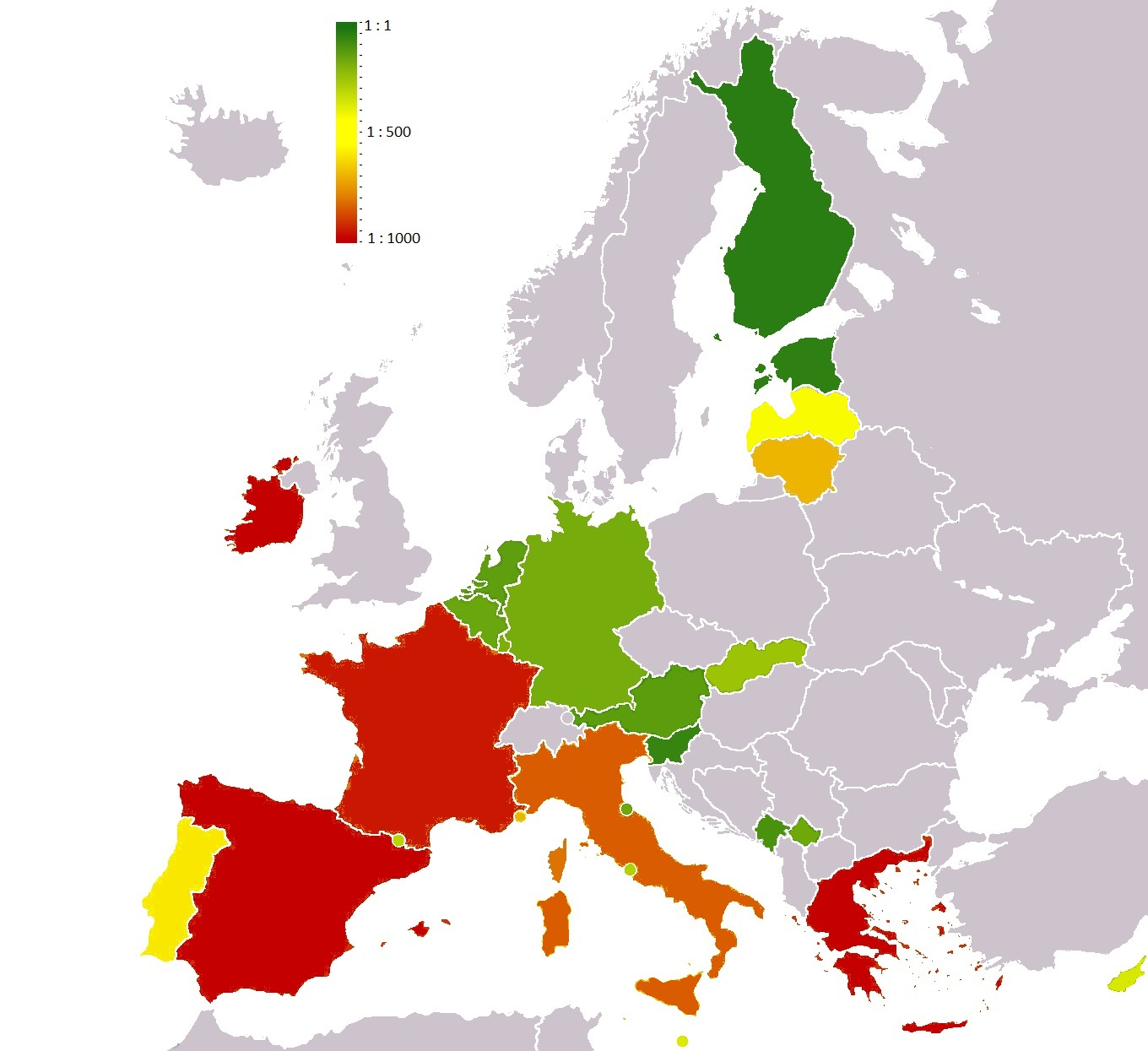
Mapa de la zona euro segons el seu ràtio de hits a EBT (juny de 2011), és a dir la relació entre el nombre de bitllets registrats almenys dues vegades i el nombre total de bitllets registrats en un país. El color verd representa la ràtio més alta.

EuroBillTracker (EBT) és un equip de voluntaris internacional sense ànim de lucre que es dedica a fer un seguiment dels bitllets d'euro arreu del món. La web està formada per gent que simplement introdueix la informació dels bitllets que porta a la cartera. Cada usuari introdueix a EuroBillTracker els números de sèrie i la informació de localització de cada bitllet que obté. Un usuari pot veure els comentaris d'altra gent que hagi introduït el mateix bitllet.
A partir de la informació introduïda, la web extreu:
- Informació de difusió: Cada país de la zona euro té el seu propi rang de números de sèrie i EBT genera gràfics de difusió que expliquen com els bitllets han viatjat a altres països.
- Informació de seguiment: Quan un usuari reintrodueix un bitllet, es notifica per correu electrònic als usuaris que haguessin introduït prèviament el mateix bitllet.
- Estadístiques i rankings: Qui introdueix més bitllets? Quins països n'introdueixen més? On estan els bitllets actualment?

Els bitllets i monedes d'euro es van posar en circulació l'1 de gener de 2002 i des d'aleshores EBT els està seguint. Des de desembre de 2005 també es pot accedir a EBT en català.
EuroBillTracker no està afiliada a la Unió Europea, ni al Banc Central Europeu, ni a bancs o altres entitats financeres. Utilitzar EBT és totalment de franc.

## Estadístiques[1]

### Principals característiques
A data 28 de juliol de 2017:
- Valor total dels bitllets introduïts - més de 3.123.000.000 €
- Nombre d'usuaris - més de 185.000
- Nombre de bitllets - més de 169.000.000
- Nombre de hits (bitllets introduïts més d'una vegada) - més de 978.000

### Nombre de bitllets per estat
- Alemanya: més de 52.400.000
- Finlàndia: més de 20.800.000
- Bèlgica: més de 21.200.000
- Països Baixos: més de 18.700.000
- Àustria: més de 14.700.000
- Itàlia: més de 8.800.000
- França: més de 7.600.000
- Portugal: més de 7.400.000
- Espanya: més de 5.600.000
- Eslovènia: més de 4.100.000
- Irlanda: més de 1.300.000
- Eslovàquia: més de 1.200.000
- Malta: més de 1.100.000
- Grècia: més de 1.000.000
- Estònia: més de 800.000
- Luxemburg: més de 200.000
- Suïssa: més de 200.000
- Regne Unit: més de 193.000
- Letònia: més de 175.000
- Mònaco: més de 145.000
- Xipre: més de 55.000
- Polònia: més de 55.000
- Andorra: més de 28.000

### Nombre de bitllets introduïts per any (no acumulatiu)
- 2002 – 531.074
- 2003 – 1.016.350
- 2004 – 3.321.004
- 2005 – 7.375.063
- 2006 – 10.844.302
- 2007 – 13.704.502
- 2008 – 14.822.089
- 2009 – 16.186.530
- 2010 – 15.165.544
- 2011 – 14.705.778
- 2012 – 14.223.244
- 2013 – 13.665.787
- 2014 - 13.015.950
- 2015 - 12.483.127
- 2016 - 11.844.457
- 2017 - 6.158.849 (juliol)

### Distribució d'usuaris segons la quantitat de bitllets introduïts
- Més de 2.000.000: 2 usuaris
- Més d'1.000.000: 10 usuaris
- Més de 500.000: 18 usuaris
- Més de 100.000: 210 usuaris
- Més de 50.000: 191 usuaris
- Més de 10.000: 1.612 usuaris
- Més de 5.000: 2.954 usuaris
- Més de 1.000: 8.546 usuaris
- Més de 500: 12.043 usuaris
- Més de 100: 25.597 usuaris
- Més de 50: 34.920 usuaris
- Més de 10: 69.574 usuaris
- Més de 5: 94.321 usuaris
- Més d'1: 167.574 usuaris

### Distribució dels bitllets introduïts segons el seu valor
- 5 € - 69.387.148 bitllets
- 10 € - 40.539.524 bitllets
- 20 € - 34.472.784 bitllets
- 50 € - 20.862.636 bitllets
- 100 € - 2.895.779 bitllets
- 200 € - 344.819 bitllets
- 500 € - 560.799 bitllets

## Curiositats
Moltes d'aquestes curiositats estan en constant canvi i evolució. L'actualització està feta a 19 de gener del 2012.
- El país amb més bitllets introduïts és Alemanya.
- El país amb més usuaris registrats és Finlàndia.
- El país amb més hits detectats és Finlàndia.
- La ciutat amb més bitllets introduïts és Viena a Àustria.
- La ciutat amb més usuaris registrats és Hèlsinki a Finlàndia.
- La ciutat amb més hits detectats és Hèlsinki a Finlàndia.
- La ciutat catalana amb més bitllets introduïts és Barcelona.
- La ciutat catalana amb més usuaris registrats és Barcelona.
- La ciutat catalana amb més hits detectats és Barcelona.
- Catalunya té 843 municipis registrats.
- S'han introduït des de Catalunya 1.573.000 bitllets.
- 2.916 usuaris s'han registrat des de Catalunya.
- 2.265 hits han estat detectats a Catalunya.
- Per cada 694,46 bitllets introduïts des de Catalunya, 1 bitllet ja s'havia introduït anteriorment a EuroBillTracker.